# ماثيو بالمر
ماثيو بالمر (بالإنجليزية: Matthew Palmer)‏ هو محامي ومحام بالقضاء العالي نيوزيلندي، ولد في 12 مايو 1964.